# Motomondiale 1973
La stagione 1973 è stata la venticinquesima del Motomondiale; rispetto alla stagione precedente il numero delle prove diminuì con la sparizione dal calendario del Gran Premio motociclistico della Germania Est.

## Il contesto
Nessuna modifica regolamentare rilevante venne inserita in quest'anno; vide peraltro la luce una serie di competizioni che avrebbero portato in seguito alla nascita della Formula 750.
Un'altra caratteristica della stagione fu quella che venne, giornalisticamente parlando, resa più importante la classifica delle prove del gran premio, evidenziando maggiormente le pole position ottenute dai vari piloti; questo stesso dato non era sempre stato reso disponibile nelle annate precedenti.
All'inizio della stagione si registrò anche il ritorno, in via ufficiale, della Yamaha al mondo dei gran premi; l'impegno si limitava però alle classi 250 e 500, nelle altre cilindrate le presenze e l'assistenza erano garantite attraverso importatori della casa. Sempre attraverso l'aiuto di importatori avvenne anche un ritorno della Suzuki nella classe maggiore. Probabilmente per ragioni commerciali quelle che fino all'anno precedente correvano sotto le insegne dell'Aermacchi vennero in questa stagione presentate a nome dell'Harley-Davidson, azienda in quel periodo proprietaria del marchio italiano.
La stagione fu segnata dal tragico incidente del GP delle Nazioni a Monza, dove morirono, durante il primo giro della gara delle 250, Jarno Saarinen e Renzo Pasolini: saranno annullate le gare della 500 e dei sidecar, e il circuito brianzolo non vedrà più il Mondiale fino al 1981. Causa principale dell'incidente fu una perdita d'olio dalla Benelli 350 di Walter Villa lungo tutto il circuito, non ripulita. Ma questa causa, individuata giornalisticamente per il fatto che la Benelli di Villa nella 350 negli ultimi giri aveva espulso eccesso di vapori di olio dallo sfiato non fu provata e comunque non può assolutamente attribuire responsabilità allo stesso Villa, che nella 250 prese il via con la sua Yamaha e fu coinvolto nel tragico incidente al punto che inizialmente si temette persino che anch'egli avesse perso la vita. Suffragata invece da rilievi tecnici effettuati da verifiche sulle moto è invece l'ipotesi che la causa sia stata un grippaggio della HD di Pasolini. In conseguenza di questo la moto ed il pilota scivolarono verso l'esterno rimbalzando sulle balle di paglia e rientrando sulla traiettoria. Saarinen fu colpito sul casco dalla moto di Pasolini ed il riminese fu investito dagli altri piloti coinvolti, tra cui Villa, Kanaya ed altri.
Il "Curvone" di Monza sarà teatro di altre tre morti a luglio, durante una gara del Campionato Italiano Juniores.
Nella classe regina si interruppe il dominio settennale di Giacomo Agostini e il titolo fu del suo compagno di squadra alla MV Agusta, Phil Read; il campione di Lovere riuscirà invece a guadagnare il sesto titolo consecutivo in 350, il suo tredicesimo in totale, davanti a Teuvo Länsivuori, amico di Saarinen.
Nella 250, scombussolata dagli eventi di Monza, nella quale erano periti i primi due classificati della stagione precedente, vittoria per il tedesco Dieter Braun su Yamaha, davanti a Länsivuori.
Nell'ottavo di litro il titolo fu di Kent Andersson su Yamaha mentre la Kreidler dominò la 50, vincendo il titolo con Jan de Vries (secondo campionato per l'olandese); nei sidecar Klaus Enders, vincendo 7 delle 8 gare del campionato, ottenne la certezza matematica della vittoria già in Olanda.

## Il calendario
| Data Resoconto         | Gran Premio (Circuito)                   | Vincitori        | Vincitori         | Vincitori        | Vincitori                  | Vincitori        | Vincitori                     |
| Data Resoconto         | Gran Premio (Circuito)                   | classe 50        | classe 125        | classe 250       | classe 350                 | classe 500       | sidecar                       |
| 22 aprile Resoconto    | GP di Francia (Paul Ricard)              |                  | Kent Andersson    | Jarno Saarinen   | Giacomo Agostini           | Jarno Saarinen   | Klaus Enders Ralf Engelhardt  |
| 6 maggio Resoconto     | GP d'Austria (Salisburgo)                |                  | Kent Andersson    | Jarno Saarinen   | János Drapál               | Jarno Saarinen   | Klaus Enders Ralf Engelhardt  |
| 13 maggio Resoconto    | GP della Germania Ovest (Hockenheimring) | Theo Timmer      | Kent Andersson    | Jarno Saarinen   | Teuvo Länsivuori           | Phil Read        | Klaus Enders Ralf Engelhardt  |
| 20 maggio Resoconto    | GP delle Nazioni (Monza)                 | Jan de Vries     | Kent Andersson    | Gara interrotta  | Giacomo Agostini           | Gara annullata   | Gara annullata                |
| 6 giugno Resoconto     | Tourist Trophy (Mountain Circuit)        |                  | Tommy Robb        | Charlie Williams | Tony Rutter                | Jack Findlay     | Klaus Enders Ralf Engelhardt  |
| 17 giugno Resoconto    | GP di Jugoslavia (Abbazia)               | Jan de Vries     | Kent Andersson    | Dieter Braun     | János Drapál               | Kim Newcombe     |                               |
| 23 giugno Resoconto    | GP d'Olanda (Assen)                      | Bruno Kneubühler | Eugenio Lazzarini | Dieter Braun     | Giacomo Agostini           | Phil Read        | Klaus Enders Ralf Engelhardt  |
| 1º luglio Resoconto    | GP del Belgio (Spa)                      | Jan de Vries     | Jos Schurgers     | Teuvo Länsivuori |                            | Giacomo Agostini | Klaus Enders Ralf Engelhardt  |
| 15 luglio Resoconto    | GP di Cecoslovacchia (Brno)              |                  | Otello Buscherini | Dieter Braun     | Teuvo Länsivuori           | Giacomo Agostini | Klaus Enders Ralf Engelhardt  |
| 21 luglio Resoconto    | GP di Svezia (Anderstorp)                | Jan de Vries     | Börje Jansson     | Dieter Braun     | Teuvo Länsivuori           | Phil Read        |                               |
| 29 luglio Resoconto    | GP di Finlandia (Imatra)                 |                  | Otello Buscherini | Teuvo Länsivuori | Giacomo Agostini           | Giacomo Agostini | Kalevi Rahko Kari Laatikainen |
| 22 settembre Resoconto | GP di Spagna (Jarama)                    | Jan de Vries     | Chas Mortimer     | John Dodds       | Eduardo "Adu" Celso-Santos | Phil Read        |                               |

## Sistema di punteggio e legenda
| Pos.  | 1  | 2  | 3  | 4 | 5 | 6 | 7 | 8 | 9 | 10 | 11> |
| ----- | -- | -- | -- | - | - | - | - | - | - | -- | --- |
| Punti | 15 | 12 | 10 | 8 | 6 | 5 | 4 | 3 | 2 | 1  | 0   |

## Le classi

### Classe 500

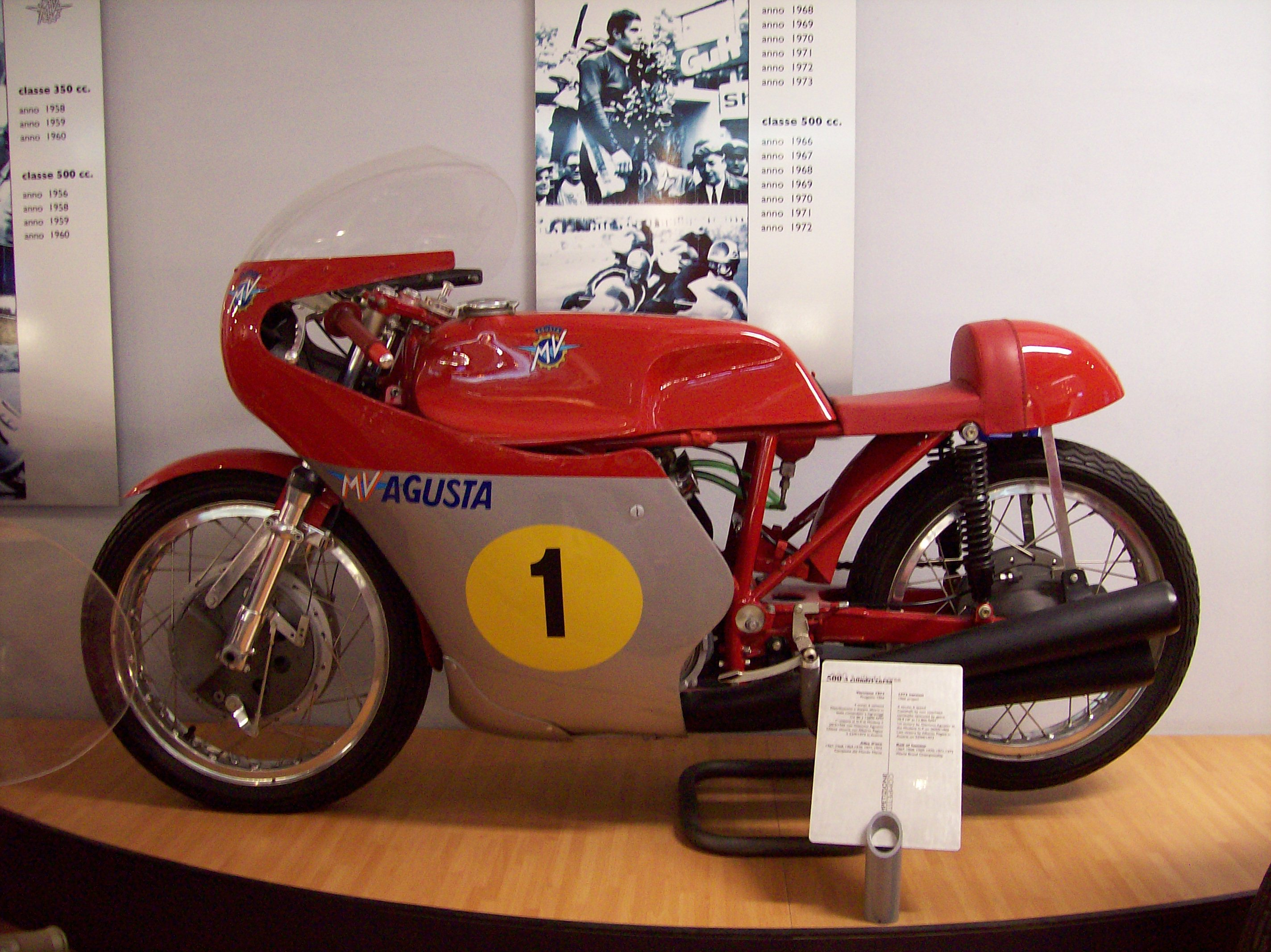
La MV Agusta tricilindrica.

Nella 500, dominata inizialmente dalle Yamaha OW20 quattro cilindri due tempi di Jarno Saarinen e Kanaya, al termine della stagione la vittoria andò a Phil Read in sella alla MV Agusta, con secondo il neozelandese Kim Newcombe (morto in agosto durante il GP di Gran Bretagna non iridato, a Silverstone) sulla König 2 tempi); solo terzo Giacomo Agostini sulla seconda MV Agusta tre cilindri.
La prova del Gran Premio motociclistico delle Nazioni che era prevista dal calendario venne annullata prima della partenza in seguito al grave incidente occorso durante la gara della classe 250.
Sulle 11 prove restanti le vittorie furono distribuite tra l'iridato Read (4 successi), Agostini (3), Saarinen (2) e, una ciascuna a Jack Findlay e Kim Newcombe.
Classifica piloti (prime 5 posizioni)
| Pos. | Pilota           | Moto      |     |     |     |    |   |     |     |     |     |     |     |     | P.ti     |
| ---- | ---------------- | --------- | --- | --- | --- | -- | - | --- | --- | --- | --- | --- | --- | --- | -------- |
| 1    | Phil Read        | MV Agusta | 2   | Rit | 1   | AN |   |     | 1   | 2   | 2   | 1   | 2   | 1   | 84 (108) |
| 2    | Kim Newcombe     | König     | 5   | 3   | Rit | AN |   | 1   | 2   | 4   | Rit | 3   | 4   |     | 63 (69)  |
| 3    | Giacomo Agostini | MV Agusta | Rit | Rit | Rit | AN |   |     | Rit | 1   | 1   | 2   | 1   |     | 57       |
| 4    | Werner Giger     | Yamaha    | Rit | 6   | 2   | AN |   | 5   | 6   | Rit | Rit | 5   | 7   | 3   | 44 (48)  |
| 5    | Jack Findlay     | Suzuki    | 10  | Rit | Rit | AN | 1 | Rit | 5   | 3   | 5   | Rit | Rit | Rit | 38       |
| Pos. | Pilota           | Moto      |     |     |     |    |   |     |     |     |     |     |     |     | P.ti     |

| Legenda                                                                        | 1º posto        | 2º posto        | 3º posto | A punti      | Senza punti        | Grassetto=Pole position Corsivo=Giro più veloce |
| Legenda                                                                        | Gara non valida | Non qualificato | Ritirato | Squalificato | "-" Dato non disp. | Grassetto=Pole position Corsivo=Giro più veloce |
| Fonte dei dati: motogp.com, racingmemo.free.fr, autosport.com, jumpingjack.nl. |                 |                 |          |              |                    |                                                 |

### Classe 350
La 350 era stata subito prevista su 11 prove, con esclusione del Gran Premio motociclistico del Belgio, e vide l'affermazione, per la sesta volta consecutiva, di Giacomo Agostini su MV Agusta che conquista il suo 13º titolo mondiale, precedendo la Yamaha di Teuvo Länsivuori e la MV Agusta del compagno di squadra Phil Read.
Nella 350 va segnalato anche il primo GP vinto da un brasiliano, Eduardo "Adu" Celso-Santos che si impose nel Gran Premio motociclistico di Spagna; durante la stagione le vittorie sono state peraltro più distribuite rispetto alle altre categorie: 4 furono quelle ottenute da Agostini, 3 quelle di Länsivuori, 2 quelle dell'ungherese János Drapál (solo nono nella classifica generale) e una di Tony Rutter (in occasione del Tourist Trophy).
Classifica piloti (prime 5 posizioni)
| Pos. | Pilota           | Moto      |    |     |     |     |   |   |   |    |   |   |     |     | P.ti    |
| ---- | ---------------- | --------- | -- | --- | --- | --- | - | - | - | -- | - | - | --- | --- | ------- |
| 1    | Giacomo Agostini | MV Agusta | 1  | Rit | Rit | 1   |   |   | 1 | NE | 2 | 2 | 1   |     | 84      |
| 2    | Teuvo Länsivuori | Yamaha    | 3  | 3   | 1   | 2   | - | - | 3 | NE | 1 | 1 | Rit | INF | 77 (87) |
| 3    | Phil Read        | MV Agusta | 2  | Rit | Rit | Rit |   |   | 2 | NE | 3 | 3 | 2   |     | 56      |
| 4    | John Dodds       | Yamaha    | -  | -   | Rit | 4   |   | 3 | 4 | NE | 6 | 4 | 3   | Rit | 49      |
| 5    | Billie Nelson    | Yamaha    | 27 | 4   | 4   | -   |   | - | 8 | NE | - | 7 | 8   | 2   | 38      |
| Pos. | Pilota           | Moto      |    |     |     |     |   |   |   |    |   |   |     |     | P.ti    |

| Legenda                                                                        | 1º posto        | 2º posto        | 3º posto | A punti      | Senza punti        | Grassetto=Pole position Corsivo=Giro più veloce |
| Legenda                                                                        | Gara non valida | Non qualificato | Ritirato | Squalificato | "-" Dato non disp. | Grassetto=Pole position Corsivo=Giro più veloce |
| Fonte dei dati: motogp.com, racingmemo.free.fr, autosport.com, jumpingjack.nl. |                 |                 |          |              |                    |                                                 |

### Classe 250
Dopo che le prime tre prove del calendario furono vinte da Jarno Saarinen e dopo l'annullamento del Gran Premio motociclistico delle Nazioni in cui anche il finlandese perse la vita (Saarinen risultò ancora al quarto posto della classifica generale al termine dell'anno), fu il tedesco Dieter Braun, anch'egli su Yamaha, ad ottenere la vittoria in 4 delle restanti 7 prove, ottenendo il titolo iridato nella quarto di litro. Fu questo il suo secondo titolo mondiale dopo quello ottenuto nel motomondiale 1970 in classe 125.
Alle sue spalle arrivarono altri piloti equipaggiati con Yamaha, Teuvo Länsivuori (ancora una volta secondo come in 350) e John Dodds.
Classifica piloti (prime 5 posizioni)
| Pos. | Pilota           | Moto            |    |   |     |    |   |   |     |   |   |     |   |     | P.ti    |
| ---- | ---------------- | --------------- | -- | - | --- | -- | - | - | --- | - | - | --- | - | --- | ------- |
| 1    | Dieter Braun     | Yamaha          | -  | - | 4   | AN | - | 1 | 1   | - | 1 | 1   | 2 | -   | 80      |
| 2    | Teuvo Länsivuori | Yamaha          | 5  | 4 | 3   | AN | - | - | Rit | 1 | 3 | Rit | 1 | INF | 64      |
| 3    | John Dodds       | Yamaha          | 13 | 5 | Rit | AN | - | 7 | 3   | 2 | 6 | -   | 3 | 1   | 58 (62) |
| 4    | Jarno Saarinen   | Yamaha          | 1  | 1 | 1   | †  |   |   |     |   |   |     |   |     | 45      |
| 5    | Michel Rougerie  | Harley-Davidson | 4  | - | -   | AN | - | - | 2   | 4 | 2 | Rit | - | 6   | 45      |
| Pos. | Pilota           | Moto            |    |   |     |    |   |   |     |   |   |     |   |     | P.ti    |

| Legenda                                                                        | 1º posto        | 2º posto        | 3º posto | A punti      | Senza punti        | Grassetto=Pole position Corsivo=Giro più veloce |
| Legenda                                                                        | Gara non valida | Non qualificato | Ritirato | Squalificato | "-" Dato non disp. | Grassetto=Pole position Corsivo=Giro più veloce |
| Fonte dei dati: motogp.com, racingmemo.free.fr, autosport.com, jumpingjack.nl. |                 |                 |          |              |                    |                                                 |

### Classe 125
Nella ottavo di litro, la lotta tra i compagni di marca alla Yamaha Kent Andersson e Chas Mortimer si risolse a favore dello svedese. Tra i protagonisti della classe vi furono anche l'olandese Jos Schurgers (su una moto artigianale con motore di origine Bridgestone), Eugenio Lazzarini (con l'artigianale Piovaticci motorizzata Maico) e Otello Buscherini (la cui Malanca altro non era se non una Suzuki aggiornata). Ángel Nieto, in sella quest'anno alla Morbidelli e iridato in carica, fu invece protagonista di una stagione anonima e giunse solo al settimo posto.
Classifica piloti (prime 5 posizioni)
| Pos. | Pilota            | Moto        |   |   |     |     |  |   |     |     |   |   |     |   | P.ti    |
| ---- | ----------------- | ----------- | - | - | --- | --- |  | - | --- | --- | - | - | --- | - | ------- |
| 1    | Kent Andersson    | Yamaha      | 1 | 1 | 1   | 1   |  | 1 | Rit |     |   | 2 | 2   |   | 99      |
| 2    | Chas Mortimer     | Yamaha      | - | - | Rit | Rit |  | 2 | 3   | 3   | 2 | 3 | 5   | 1 | 75      |
| 3    | Jos Schurgers     | Bridgestone | - | - | 3   | 2   |  | 3 | 11  | 1   | 3 | 9 | 4   | 6 | 70 (72) |
| 4    | Börje Jansson     | Maico       | 2 | 2 | 6   | Rit |  | - | 12  | -   | - | 1 | 3   | 3 | 64      |
| 5    | Eugenio Lazzarini | Piovaticci  | 4 | 5 | Rit | 3   |  | 4 | 1   | Rit | 7 | 8 | Rit | 4 | 59 (62) |
| Pos. | Pilota            | Moto        |   |   |     |     |  |   |     |     |   |   |     |   | P.ti    |

| Legenda                                                                        | 1º posto        | 2º posto        | 3º posto | A punti      | Senza punti        | Grassetto=Pole position Corsivo=Giro più veloce |
| Legenda                                                                        | Gara non valida | Non qualificato | Ritirato | Squalificato | "-" Dato non disp. | Grassetto=Pole position Corsivo=Giro più veloce |
| Fonte dei dati: motogp.com, racingmemo.free.fr, autosport.com, jumpingjack.nl. |                 |                 |          |              |                    |                                                 |

### Classe 50
Ad eccezione di Theo Timmer che era alla guida di una Jamathi e si classificò al terzo posto finale, le prime 11 posizioni in classifica generale furono di piloti in sella a Kreidler con il titolo ottenuto da Jan de Vries davanti a Bruno Kneubühler; il primo dei due ottenne anche 5 vittorie sulle solo 7 prove in calendario, lasciandone solamente una a testa ai due piloti che lo seguirono in classifica.
Classifica piloti (prime 5 posizioni)
| Pos. | Pilota           | Moto     |    |    |     |     |    |     |     |   |    |   |    |   | P.ti    |
| ---- | ---------------- | -------- | -- | -- | --- | --- | -- | --- | --- | - | -- | - | -- | - | ------- |
| 1    | Jan de Vries     | Kreidler | NE | NE | Rit | 1   | NE | 1   | Rit | 1 | NE | 1 | NE | 1 | 60 (75) |
| 2    | Bruno Kneubühler | Kreidler | NE | NE | Rit | 2   | NE | Rit | 1   | 2 | NE | 2 | NE | 2 | 51 (63) |
| 3    | Theo Timmer      | Jamathi  | NE | NE | 1   | 4   | NE | -   | 2   | 3 | NE | 3 | NE | 5 | 47 (61) |
| 4    | Gerhard Thurow   | Kreidler | NE | NE | Rit | 3   | NE | -   | 3   | 5 | NE | 4 | NE | 4 | 36 (42) |
| 5    | Henk van Kessel  | Kreidler | NE | NE | 2   | Rit | NE | -   | Rit | - | NE | 6 | NE | 3 | 27      |
| Pos. | Pilota           | Moto     |    |    |     |     |    |     |     |   |    |   |    |   | P.ti    |

| Legenda                                                                        | 1º posto        | 2º posto        | 3º posto | A punti      | Senza punti        | Grassetto=Pole position Corsivo=Giro più veloce |
| Legenda                                                                        | Gara non valida | Non qualificato | Ritirato | Squalificato | "-" Dato non disp. | Grassetto=Pole position Corsivo=Giro più veloce |
| Fonte dei dati: motogp.com, racingmemo.free.fr, autosport.com, jumpingjack.nl. |                 |                 |          |              |                    |                                                 |

### Classe sidecar
Come già accaduto l'anno precedente il titolo fu dell'equipaggio Klaus Enders/Ralf Engelhardt che ottenne anche la vittoria in tutte le prove in cui prese la partenza.
L'ultima prova che era in programma, il Gran Premio motociclistico di Finlandia è stato boicottato dalla maggior parte dei piloti: quasi tutti i sidecaristi non si presentarono a Imatra, a causa dello scarso ingaggio offerto dagli organizzatori del GP, e la prova si è trasformata quasi in una gara nazionale finlandese con solo 7 equipaggi al via e 6 al traguardo.
Classifica equipaggi (prime 5 posizioni)
| Pos. | Pilota                              | Moto      |   |   |     |    |     |    |   |     |   |    |  |    | P.ti     |
| ---- | ----------------------------------- | --------- | - | - | --- | -- | --- | -- | - | --- | - | -- |  | -- | -------- |
| 1    | Klaus Enders/Ralf Engelhardt        | Busch-BMW | 1 | 1 | 1   | AN | 1   | NE | 1 | 1   | 1 | NE |  | NE | 75 (105) |
| 2    | Werner Schwärzel/ Karl-Heinz Kleis  | König     | 3 | 5 | 2   | AN | -   | NE | 3 | Rit | 3 | NE |  | NE | 48       |
| 3    | Siegfried Schauzu/Wolfgang Kalauch  | BMW       | - | 6 | -   | AN | 2   | NE | 4 | 4   | 2 | NE |  | NE | 45       |
| 4    | Michel Vanneste/Serge Vanneste      | BMW       | 6 | 3 | 3   | AN | 4   | NE | 5 | Rit | - | NE |  | NE | 39       |
| 5    | Jeff Gawley/Peter Sales-Kenny Birch | König     | 2 | 2 | Rit | AN | Rit | NE | - | 2   | - | NE |  | NE | 36       |
| Pos. | Pilota                              | Moto      |   |   |     |    |     |    |   |     |   |    |  |    | P.ti     |

| Legenda                                                                        | 1º posto        | 2º posto        | 3º posto | A punti      | Senza punti        | Grassetto=Pole position Corsivo=Giro più veloce |
| Legenda                                                                        | Gara non valida | Non qualificato | Ritirato | Squalificato | "-" Dato non disp. | Grassetto=Pole position Corsivo=Giro più veloce |
| Fonte dei dati: motogp.com, racingmemo.free.fr, autosport.com, jumpingjack.nl. |                 |                 |          |              |                    |                                                 |